# Pitivi
Pitivi – dostępny na wolnej licencji LGPL program do nieliniowej edycji wideo.
Prace nad Pitivi, jako projektem na zakończenie studiów rozpoczął w 2004 roku Edward Hervey. Pierwotnie była to aplikacja napisana w języku C, jednak osiemnaście miesięcy później została przepisana na Pythona. Pitivi wykorzystuje multimedialny framework GStreamer oraz bibliotekę GTK+.